# Ignacio Díaz Barragán
Ignacio Díaz Barragán, más conocido como Nacho Díaz (Jaén, 27 de junio de 2000) es un futbolista español que juega como delantero centro. Su equipo actual es la U.D. Almería de España.

## Trayectoria
Nacho Díaz comenzó su carrera futbolística en las categorías inferiores del Real Jaén C.F. en 2007, en concreto en el Prebenjamín del conjunto jienense. En 2016 llegó a las categorías inferiores del Villarreal C.F., donde en apenas tres años ascendió rápidamente desde el equipo de fútbol base del Villarreal C.F. hasta el Villarreal C.F. B pasando por el Juvenil A del conjunto groguet y por el Villarreal C.F. C.
En agosto del año 2019 Nacho Díaz es fichado por el C.D. Calahorra en calidad de cedido, firmando un contrato que le unía a la entidad riojana hasta junio de 2020. Sin embargo, el 22 de enero de 2020 la U.D. Almería ficha en propiedad al joven jugador jienense en el mercado de invierno de la Temporada 2019/20 para su filial.

## Trayectoria internacional
Nacho Díaz cuenta con un amplio bagaje en las categorías inferiores de la Selección española, ya que ha sido convocado en los combinados Sub-16, Sub-17, Sub-18 y Sub-19. Cabe mencionar que ha sido campeón de Europa y subcampeón del mundo con la Selección Española Sub-17.

## Clubes
Actualizado a día 22 de enero de 2020.
| Club                          | País   | Año         | PJ | Goles |
| ----------------------------- | ------ | ----------- | -- | ----- |
| Villarreal C.F. - Fútbol base | España | (2016)      | ?  | ?     |
| Villarreal C.F. - Juvenil A   | España | (2017)      | ?  | ?     |
| Villarreal C.F. C             | España | (2017-2018) | 39 | 5     |
| Villarreal C.F. B             | España | (2019)      | ?  | ?     |
| C.D. Calahorra (cedido)       | España | (2019)      | 5  | 2     |
| U.D. Almería                  | España | (2020-Act.) | 0  | 0     |

## Selección
| Selección                 | Año    | PJ | Goles |
| ------------------------- | ------ | -- | ----- |
| Selección española sub-16 | (2015) | ?  | ?     |
| Selección Española Sub-17 | (2016) | 12 | 3     |
| Selección Española Sub 18 | 2018)  | 3  | 1     |
| Selección Española Sub-19 | (2018) | 4  | 0     |